# Puss in Boots
Puss in Boots er en amerikansk stumfilm fra 1922 af Walt Disney.